# Orlando Mohorovic
Orlando Mohorović (*1950 en Labin) es un artista croata.

## Biografía
Mohorović llega en 1969 a Düsseldorf y allí conoce a Joseph Beuys. La comisión de admisión para la matrícula de “El arte libre” en la Academia de Artes de Düsseldorf le reciben como estudiante en la clase del Beuys. Orlando Mohorović cursó los estudios de pintura y escultura de 1970 hasta 1974. Pertenecen a este período las obras del realismo nuevo, del arte conceptual, las performances, los esbozos, los pequeños dibujos y acuarelas que serán la base para su formación subsiguiente.
En 1970 organizó su primera exposición en la sala 20 y pasillo.
El 5 de febrero de 1974 finaliza sus estudios de KUNSTAKADEMIE, con el título MAISTERSCHÜELER. Mohorović, al lado de muchos artistas alemanes perfilados (Jörg Immendorff, Katharina Sieverding, Signar Polke, Anselm Kiefer, Blinky Palermo) pertenece al grupo de alumnos de Beuys.

## Becas
- 1965 – 1969 beca de la ciudad de Labin – Escuela de Artes Aplicadas de Split
- 1970 – 1974 beca de la Academia de Artes de Dusseldorf

## Exposiciones

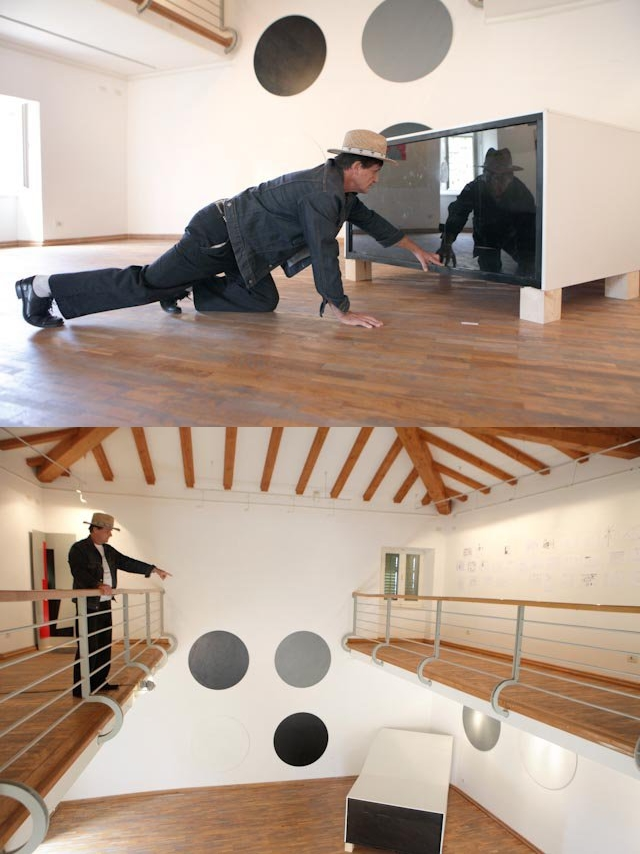
Latest Exhibition

- 1970 “Dusseldorf Kunstakademie”, sala 20 y pasillo
- 1972 Labin “Galería Orlando”, dedicada al paseante fortuito, Nino Bateli
- 1973 Dusseldorf, Kunsthalle “Between 7 – Yes sir, that’s my baby” y en London Gallery House – Goethe Institut London “Some 260 miles from here”
- 1974 Pazin “El Museo Etnográfico de Istria”
- 1977 Zagreb, “Galería Dubrava” (arte conceptual)
- 1994 Split “Bienal - El festival de pinturas y esculturas de pequeño formato”
- 2001 Karlovac, “Trienal - El festival de acuarelas croatas”
- 2001 Florencia, “Bienal - El festival Internazionale dell’Arte Contemporanea”
- 2003 Ravena, la edición XIV del Bienal – Festival Internazionale Dantesca
- 2006 Sarajevo, “Galería de Romano Petrović”
- 2008 Pula "Museum of Contemporary Art" Netz installation
- 2010 Rijeka "Gallery Juraj Klović" O.Mohorović - A.Floričić
- 2010 Bad Kissingen, Bismarck Museum, O. Mohorovic - Takako Saito
- 2011 New York "Gallery MC" Inter Imago
- 2012 New York "Gallery MC" Inter Imago Armory
- 2013 Venice, Biennial project - Palazo degli Angeli

## Premios
- 1967 y 1968 Split, “Premio de Artes para los Jóvenes Artistas”
- 1972 y 1975 Rovinj, “Grisia”
- 1983 Opatija, “Extempore 83”
- 2001 Labin, “Premio de Artes de la ciudad de Labin – Bajo la Vid”

## Colecciones
Buzet – “Museo de la Patria”; Labin - “Museo Nacional”; Pula - “Colección de Arte de la Ciudad”; Labin – Municipio; Belgrado – “Universidad Nacional de brace Stamenković; Pazin – “Museo de la Ciudad”; Ozalj – “Colección de arte de Slave Raskaj”; Ravena – “Colección de arte Centro Dantesca”